# 栂紀久代
栂 紀久代（とが きくよ、1952年6月18日- ）はユニバーサルデザインプロデューサー、福祉コンサルタント、特定非営利活動法人サン・クラブ理事長。大阪産業大学大学院（アントレプレーナー専攻）客員講師。
大阪産業大学大学院（アントレプレーナー専攻）客員講師2012年3月で退職。
宅地建物取引士・国際シンボルマーク使用許可取得・LLPユニバーサルデザイン企画組合員。
2006年からあおぞら財団にて活動。あおぞら財団主催2012年10月15日西淀川区第1回災害時要援護者支援セミナーにて講演。
2011年から学びフォーラムで幹事を務めユニバーサルデザイン教育も行う。

## 来歴
- 1952年（昭和27年）大阪府生まれ。
- 1978年（昭和53年）11月 結婚し、専業主婦となる。
- 1980年（昭和55年）5月3日 鳥取県東伯郡羽合町（現在の湯梨浜町）の国道9号において、赤信号で停車中に九死に一生の事故に遭い、それ以来、23年間診断書もない中途半端な健常者の時代を過ごし、23年目にして初めて手にした診断書名は脳脊髄液減少症。1種1級の車椅子生活者となる。
- 2006年（平成18年）5月13日 簡易設置スロープでスロープの設置方法が間違っていたため車いすごと転倒して脳震盪を起こし、髄液漏れを起こす。障害は重度になるが同じ患者の為に特定非営利活動法人サン・クラブを設立する。事故前はクラッチを使うまでになっていたが、事故後は箸も満足に使えないほど両手の握力がなくなった。また、振動が体に伝わるため既製品の車いすでは外出不可能となり、現在は外出時には特殊な車いす（オメガ3）を使用している。[1][3][4][5]

## 活動
事故に遭うまでは健常者として、事故後は原因不明の症状に悩まされ中途半端な健常者として、診断が付いてからは障害者として、それぞれの立場を知る者として自分の果たす役割を考え始め、51歳の時に車いすを使う身でありながら2004年「プチハウスなな」を起業し、「障害者や高齢者にとって必要なものは、健常者にとっても便利なもの」これをコンセプトに身近な小物から住環境空間に至るまでユニバーサルデザインを提唱。
ホテルや公共交通機関のユニバーサルデザインを推奨、ユニバーサルデザインを広める活動を進めている。

## 人物
事故以前は毎週花シリーズでハイキングやトレッキングに行き、冬はスキーに夏は登山と健康的な生活を送っていた。
15歳頃から「和」に魅了され、日本古来の匠の技や武士道の精神を愛し、自分自身を磨く事に専念する。
書道、茶道、華道、箏曲、和裁を習得し、和裁検定を目指す。
書道は6段。
また、一時は女性写真家を目指していたが、現在は趣味にしている。

## 著書
- 「市民参画 ユニバーサルデザイン社会」『第2回国際ユニヴァーサル会議2006in京都-論文集』 古瀬敏監修、国際ユニヴァーサル協議会編、国際ユニヴァーサル協議会、2007年。
- 知ってください!この病! 脳脊髄液減少症-当事者からの発信』 特定非営利活動法人サン・クラブ。
- ユニバーサルデザイン危機管理　自助・共助・公助　2012年4月20日初版発行
- 命をまもる　みんなで助かる

## 出演番組
- NHK教育テレビジョン『きらっといきる』2007年4月7日
- 関西テレビ『脳脊髄液減少症と認めて』2006年7月10日

## イベント
- おおさかATCグリーンエコプラザ出展:環境・防災ゾーンプチハウスなな＆株式会社輝章